# Magnus Herseth
Magnus „Max” Herseth (ur. 25 lipca 1892 w Kristianii, zm. 13 września 1976 w International Falls) – norweski wioślarz. Brązowy medalista olimpijski. 
Herseth uczestniczył w igrzyskach olimpijskich w Sztokholmie (1912) w jednej konkurencji wioślarstwa: czwórka ze sternikiem mężczyzn (łodzie z wewnętrznymi odsadniami) (3. miejsce; wraz z Clausem Høyerem, Reidarem Holterem, Frithjofem Olstadem i Olavem Bjørnstadem).